# Heideschildwants
De heideschildwants (Rhacognathus punctatus) is een wants uit de familie Pentatomidae.

## Algemeen
Ze leven in heel Europa, in het oosten tot Siberië. Ze hebben een voorkeur voor wat vochtige gebieden.
De heideschildwants is 7,5 tot 9,5 millimeter lang. Het is een donkere schildwants met een metallic brons-bruine kleur. Op sommige plekjes is echter de bleke oranjerode ondergrond zichtbaar. De poten hebben een bleke of oranje ring. In het midden van het halsschild loopt meestal een smalle bleke middenlijn.

## Beschrijving
Men vindt de dieren vooral op lage struiken, zoals dopheide (Erica), struikheide (Calluna), bosbessen (Vaccinium) en wilg (Salix). De heidewants is roofzuchtig en voedt zich vooral met keverlarven, met name van bladkevers (Chrysomelidae) of snuitkevers (Curculionidae). Vooral de larve van het heidehaantje (Lochmaea suturalis) wordt veel gegeten. Winterslaap vindt plaats als imago in los bladafval en mos. De volwassen wantsen verschijnen in maart of april; de paring en het leggen van de eitjes vindt voornamelijk plaats van half april tot half mei. De vrouwtjes leggen hun eieren op de topscheuten van voedselgewassen. Van juni tot de herfst komen er vooral nimfen voor; vanaf eind juli of augustus zijn er volwassen wantsen van de nieuwe generatie.